# Umweltpreis der Schweiz
Der Umweltpreis der Schweiz ist einer der höchstdotierten Umweltpreise in der Schweiz.

## Geschichte
Der Preis wird alle zwei Jahre von der Stiftung "pro Aqua – pro Vita" in zwei Kategorien vergeben. Die Kategorie Innovation ist mit 50.000 Franken Preissumme festgesetzt. Es werden Projekte ausgezeichnet, die eine technologie-, verfahrens- oder produktorientierte Neuheit im Umweltbereich darstellen. Daneben gibt es den Ecopreneur, den Anerkennungspreis für Unternehmer, die durch ihr nachhaltiges und langjähriges Engagement im Umweltschutz und in der Schonung natürlicher Ressourcen sichtbaren Erfolg am Markt haben. Der Preis wurde zum ersten Mal 1995 vergeben, damals erst in der Kategorie Innovation. Die Kategorie Ecopreneur existiert erst seit 2010. Seit damals wird der Preis auch alle zwei Jahre im Rahmen der Swissbau. Leitmesse der Bau- und Immobilienwirtschaft in der Schweiz vergeben. Das nächste Mal wird der Preis am 22. September 2021 vergeben. Der Umweltpreis der Schweiz steht unter dem Patronat des Bundesamtes für Umwelt.

## Preisträger

### Kategorie Innovation
| 2020 | Eberhard Unternehmungen |
| 2016 | FluidSolids AG, CSEM SA, Max Renggli |
| 2014 | Kies und Beton AG Pizol & EMPA |
| 2012 | Neurobat AG, Gossau, Selbstlernender Heizungs-, Lüftungs- und Klimaregler                                                                                     |
| 2010 | Cobiax Technologies AG, Zug, Reduktion der CO2-Emissionen durch erhebliche Verringerung des Betonvolumens im Bau                                              |
| 2010 | Spezialpreis der Jury: www.topten.ch, Internet Produktvergleich                                                                                               |
| 2005 | UMTEC, Institut für Umwelt- und Verfahrenstechnik, HSR Hochschule für Technik Rapperswil, Verringerung von NOx im Abgas von Dieselfahrzeugen                  |
| 2002 | eCO2 SA, Mezzovico, CO2-Reinigungsverfahren |
| 2000 | Tonwerke Lausen AG, Lausen, Kleinspeicherofen |
| 1997 | Ciba Spezialitätenchemie, Muttenz, Verfahren der ökoeffizienten Grundwasserreinigung durch den Einsatz von Bakterien zum Abbau chlorierter Kohlenwasserstoffe |
| 1997 | Signer Ingenieurunternehmen AG, St. Gallen, Heliobus-Tageslichtleiter                                                                                         |
| 1995 | Ingenieurbüro Verenum, Zürich, Selbstoptimierende Verbrennungsregelung zur Schadstoffminderung und Wirkungsgradverbesserung von Holzfeuerungen                |
| 1995 | Markus Grauwiller, Stettlen, Verfahren zur Rezyklierung von Filterasche aus Rauchgasreinigungsanlagen                                                         |
| 1995 | Up-to-Date Umwelttechnik AG, Oberurnen, Abluftreinigungsverfahren «Plasmacat»                                                                                 |

### Kategorie Ecopreneur
Anerkennung für langjähriges Schaffen im Bereich Umwelttechnik
| 2016 | Max Renggli                                           |
| 2012 | Alain Jenny, Apples                                   |
| 2010 | Walter Schmid, W. Schmid AG, Glattbrugg (Umweltarena) |

## Stiftungszweck
Die Stiftung Pro Aqua – pro Vita unterstützt innovative Technologien, Verfahren, Konzepte oder Produkte sowie Massnahmen zu deren Umsetzung in der Praxis. Voraussetzung ist, dass diese in besonderem Mass zum Umweltschutz und zum schonenden Umgang mit natürlichen Ressourcen beitragen. Insbesondere verleiht die Stiftung jeweils anlässlich einer geeigneten Messe der MCH Group einen Umweltpreis an Privatpersonen, Organisationen, Institutionen, Firmen sowie Körperschaften der öffentlichen Hand.

## Stiftungsrat
Verwaltendes Stiftungsorgan ist der Stiftungsrat. Dieser ist insbesondere verantwortlich für die Einhaltung und sinngemässe Verwendung des Stiftungsvermögens. Er vertritt die Stiftung nach aussen. Er verfügt im Rahmen des Stiftungszwecks über alle für die Geschäftsführung notwendigen Kompetenzen. Der Stiftungsrat besteht aus sieben bis neun Mitglieder und arbeitet unentgeltlich. Er setzt sich zusammen aus Vertretern der MCH Messe Schweiz AG, respektive einer Tochtergesellschaft, des Kantons Basel-Stadt, sowie von Organisationen und/oder Persönlichkeiten, die sich über Kompetenz in diesem Bereich des Umweltschutzes ausweisen. Die Mitglieder des Stiftungsrates werden von der MCH Messe Schweiz AG, respektive einer Tochtergesellschaft ernannt. Ihre Amtszeit dauert mindestens ein Jahr, maximal vier Jahre. Mit der Wahl wird immer auch die jeweilige Amtsdauer festgelegt. Während der Amtsdauer nachrückende Mitglieder treten in die Amtsperiode ihrer Vorgänger ein. Wiederwahl ist möglich. Der Stiftungsrat konstituiert sich selbst. Er bezeichnet den Präsidenten und den Vizepräsidenten. Das als Vertreter der MCH Messe Schweiz AG, respektive einer Tochtergesellschaft ernannte Mitglied des Stiftungsrates ist dessen Geschäftsführer.
Der Stiftungsrat fasst seine Beschlüsse und vollzieht seine Wahlen mit der Mehrheit der anwesenden Mitglieder. Bei Stimmengleichheit zählt die Stimme des Präsidenten doppelt. Der Präsident, der Vizepräsident und der Geschäftsführer sind zeichnungsberechtigt zu zweien, jedoch nicht der Präsident und Vizepräsident zusammen.

## Mitglieder des Stiftungsrats
- Stephan Peyer, Präsident des Stiftungsrates, Executive Board MCH Group, Basel
- Patrick Graber, Vizepräsident des Stiftungsrates, MCH Group, Basel
- Rainer Bunge, Hochschule für Technik, Rapperswil
- Isabelle Chevalley, Präsidentin Ecologie libérale
- Jürg Hofer, Leiter des Amts für Umwelt und Energie, Kanton Basel-Stadt
- Peter Hunziker, Hunziker Betatech AG, Vertretung des VSA im Stiftungsrat, Winterthur
- Anton Kilchmann, Direktor des Schweizerischen Vereins des Gas- und Wasser-Faches SVGW, Zürich
- Daniel Zürcher, Leiter Sektion Innovation Bundesamt für Umwelt, Bern
- Theresia Saner, Geschäftsführerin der Stiftung, MCH Messe Schweiz (Basel) AG, Basel

## Jury Umweltpreis der Schweiz
Die Jury besteht aus drei bis neun Mitgliedern und wird vom Stiftungsrat ernannt. Im Rahmen des von der Stiftung periodisch ausgeschriebenen Wettbewerbs für den «Umweltpreis der Schweiz» beurteilt die Jury die eingegangenen Vorschläge und stellt Antrag an den Stiftungsrat. Dieser entscheidet über die Preisverleihung.

## Jurierungsprozess
Die Partnerorganisationen nominieren innovative Lösungen, die nominierten Firmen können sich bewerben. Ein Fachgremium selektiert die fünf besten Lösungen. Die ausgewählten Firmen präsentieren sich bei der Hauptjury, welche die Finalisten und den Gewinner bestimmt.